# Charlotte d'Autriche
L'archiduchesse Charlotte d'Autriche (1er mars 1921 - 23 juillet 1989) est la fille de l'empereur Charles Ier d'Autriche et de Zita de Bourbon-Parme. Elle est également connue sous le nom de Charlotte de Bar lorsqu'elle est assistante sociale aux États-Unis d'Amérique de 1943 à 1956.

## Biographie
Charlotte Hedwig Franziska Josepha Maria Antonia Roberta Ottonia Pia Anna Ignatia Marcus d'Aviano de Habsbourg-Lorraine naît à Prangins, en Suisse, où la famille impériale autrichienne vit en exil après l'effondrement de l'empire austro-hongrois après la Première Guerre mondiale. Sa famille vit dans divers pays pendant son exil : après la Suisse, ils vont à Madère où son père meurt un mois après son premier anniversaire, après avoir contracté une pneumonie. Sa sœur Élisabeth naît deux mois plus tard. Ils s'installent ensuite en Belgique avant de quitter l'Europe pour fuir aux États-Unis pour échapper aux nazis. Ayant déménagé au Canada avec sa famille, Charlotte obtient un diplôme en économie de l'Université Laval en 1942 et poursuit ses études à l'Université Fordham à son retour aux États-Unis. En 1943, l'archiduchesse travaille comme assistante sociale dans le quartier East Harlem de Manhattan sous le nom de Charlotte de Bar .
En mai 1956, Charlotte se fiance à Georges, duc de Mecklenbourg et chef de la maison de Mecklembourg-Strelitz. Ils se marient lors d'une cérémonie civile le 21 juillet 1956 à Pöcking, en Allemagne, suivie d'une cérémonie religieuse quatre jours plus tard . Elle quitte son poste d'assistante sociale après son mariage. Son époux meurt le 6 juillet 1963. Le couple n'a pas d'enfants.